# 神吉拓郎
神吉 拓郎（かんき たくろう、1928年（昭和3年）9月11日 - 1994年（平成6年）6月28日）は、日本の放送作家、小説家、俳人、随筆家。日本文芸家協会、日本放送作家協会、各会員。 
東京府（現：東京都）麻布出身。父は英文学者の神吉三郎。麻布中学、成城高等学校文科卒業。
1949年NHKに入り、トリローグループの一人として「日曜娯楽版」などの放送台本を執筆。傍ら、雑誌のコラム、雑文、短篇小説などを手がける。1968年放送の世界から引退、以後小説、エッセイに転じ、都会生活の哀愁を見事に描いた作品「私生活」によって、1984年第90回直木賞受賞。
東京やなぎ句会にも参加し、俳号は「拓郎」、「尊鬼」。

## 経歴
- 1983年（昭和58年）- 『私生活』で第90回（1983年下半期）直木三十五賞を受賞
- 1984年（昭和59年）- 『たべもの芳名録』で第1回グルメ文学賞を受賞

## 著作
- 『男性諸君』（三一書房、1971年）のち文春文庫
- 『東京気侭地図』（文藝春秋、1981年）
- 『ブラックバス』（文藝春秋、1981年）- 直木賞最終候補作、のち文春文庫、のち『二ノ橋柳亭』として光文社文庫
- 『無着成恭の詩の授業』（太郎次郎社、1982年）
- 『ラグビーにトライ／ラグビー音痴に捧げる本』（野坂昭如と共編）（新星出版社、1983年）
- 『私生活』（文藝春秋、1983年）- 直木賞受賞作、のち文春文庫
- 『たべもの芳名録』（新潮社、1984年）のち文春文庫、のちちくま文庫
- 『タマに別れの接吻を』（自由書館、1984年）のち文春文庫
- 『笑う魚』（旺文社文庫、1984年）
- 『芝の上のライオンたち』（旺文社文庫、1984年）
- 『曲がり角』（文藝春秋、1985年）のち文春文庫
- 『明日という日』（文藝春秋、1986年）のち文春文庫
- 『私流 アゲイン』（日本経済新聞社、1986年）のち『たたずまいの研究』として中公文庫
- 『洋食セーヌ軒』（新潮社、1987年）、のち光文社文庫
- 『ベルトの穴』（毎日新聞社、1988年）
- 『夢のつづき』（文藝春秋、1988年）のち文春文庫
- 『食・味事典：漢字百話 食・甘・辛・鹵・香・皿の部』（大修館書店、1989年）
- 『フツーの家族』（文藝春秋、1989年）のち文春文庫
- 『おらんだ恋歌』（読売新聞社、1989年）
- 『みんな野球が好きだった』（PHP研究所、1994年）
- 『或る日のエノケン』（新しい芸能研究室、1994年）
- 『花の頃には』（文春ネスコ、1995年）
- 『友あり駄句あり三十年―恥多き男づきあい春重ね』（共著）（日本経済新聞社、1999年3月）
- 『神吉拓郎傑作選 1 珠玉の短編』、『2 食と暮らし編』大竹聡編、国書刊行会 2016年